# Kamienica Polska (gromada)
Kamienica Polska – dawna gromada, czyli najmniejsza jednostka podziału terytorialnego Polskiej Rzeczypospolitej Ludowej w latach 1954–1972.
Gromady, z gromadzkimi radami narodowymi (GRN) jako organami władzy najniższego stopnia na wsi, funkcjonowały od reformy reorganizującej administrację wiejską przeprowadzonej jesienią 1954 do momentu ich zniesienia z dniem 1 stycznia 1973, tym samym wypierając organizację gminną w latach 1954–1972.
Gromadę Kamienica Polska z siedzibą GRN w Kamienicy Polskiej utworzono – jako jedną z 8759 gromad na obszarze Polski – w powiecie częstochowskim w woj. stalinogrodzkim, na mocy uchwały nr 17/54 WRN w Stalinogrodzie z dnia 5 października 1954. W skład jednostki wszedł obszar dotychczasowej gromady Kamienica Polska oraz wieś Osiny i kolonia Osiny z dotychczasowej gromady Osiny ze zniesionej gminy Kamienica Polska w tymże powiecie. Dla gromady ustalono 25 członków gromadzkiej rady narodowej.
20 grudnia 1956 województwo stalinogrodzkie przemianowano (z powrotem) na katowickie.
31 grudnia 1961 do gromady Kamienica Polska włączono wsie Wanaty i Zawada z Kolonią Klepaczka i przysiółkami Zawada I i Zawada II ze zniesionej gromady Wanaty w tymże powiecie
Gromada przetrwała do końca 1972 roku, czyli do kolejnej reformy gminnej. 1 stycznia 1973 w powiecie częstochowskim reaktywowano gminę Kamienica Polska.